# Christoffel-szimbólumok
A Christoffel-szimbólumok a tér "görbeségére" vonatkozó mennyiségek a differenciálgeometriában.
Bevezetésük Elwin Bruno Christoffel (1829–1900) nevéhez fűződik.

## Definíciójuk
Vegyük az xi, i = 1,2,...,n, koordináta bázist az n dimenziós M differenciálható sokaságon. Legyen
{\displaystyle e_{i}={\frac {\partial }{\partial x^{i}}},\quad i=1,2,\dots ,n}
a tangens tér bázisa. Jelölje {\displaystyle g_{ab}} a metrikus tenzort.
Ekkor felsőindexes Christoffel-szimbólumoknak nevezzük a következő mennyiségeket
{\displaystyle \Gamma _{k\ell }^{i}={\frac {1}{2}}g^{im}\left({\frac {\partial g_{mk}}{\partial x^{\ell }}}+{\frac {\partial g_{m\ell }}{\partial x^{k}}}-{\frac {\partial g_{k\ell }}{\partial x^{m}}}\right)\ }
Itt és a következőkben, a kétszer előforduló indexekre automatikusan összegzés értendő (Einstein-féle konvenció). Jelölje vessző a parciális deriváltat. E jelöléssel a Christoffel-szimbólumok a következőképpen írhatóak:
{\displaystyle \Gamma _{k\ell }^{i}={1 \over 2}g^{im}(g_{mk,\ell }+g_{m\ell ,k}-g_{k\ell ,m}).\ }

## Alsó indexes formája
A Christoffel-szimbólumok alsó indexes formája a következő alakú:
{\displaystyle \Gamma _{\gamma \,\alpha \beta }=g_{\gamma \delta }\Gamma _{\alpha \beta }^{\delta }={1 \over 2}(g_{\gamma \alpha ,\beta }+g_{\beta \gamma ,\alpha }-g_{\alpha \beta ,\gamma })\,.}

## Szimmetriája
A definícióból következően a Christoffel-szimbólumok az alsó indexeikben szimmetrikusak:
{\displaystyle \Gamma _{k\ell }^{i}=\Gamma _{\ell k}^{i}}
Hasonlóan, az alsó indexes Christoffel-szimbólumok pedig a két utolsó indexükben szimmetrikusak:
{\displaystyle \Gamma _{i\,km}=\Gamma _{i\,mk}}